# کوندور فلوگدینست
کوندور فلوگدینست (به آلمانی: Condor Flugdienst) یک شرکت هواپیمایی با کد یاتا DE است که در تاریخ ۱۹۵۵ میلادی تأسیس شده و در تاریخ ۱۹۵۶ فعالیتش را آغاز کرده‌است. دفتر مرکزی کوندور فلوگدینشت در فرانکفورت، آلمان واقع شده‌است و قطب این شرکت هواپیمایی در فرودگاه بین‌المللی فرانکفورت قرار دارد و به ۹۱ مقصد، پرواز مستقیم انجام می‌دهد.